# Nzega Mjini
Nzega Mjini era una circoscrizione urbana (urban ward) della Tanzania situata nel distretto rurale di Nzega, regione di Tabora. Al censimento del 2022 aveva una popolazione di  44 937 abitanti (censimento 2022).
La circoscrizione è stata suddivisa nelle due nuove circoscrizioni di Nzega Mjini Magharibi e Nzega Mjini Mashariki.